# Godebold II.
Godebold II. Graf von Henneberg (* vor 1079; † 6. Februar 1144) war Burggraf von Würzburg.

## Leben
Godebold II. wurde vor 1079 als Sohn von Poppo I. Graf von Henneberg († 1078 bei Mellrichstadt gefallen), Burggraf von Würzburg, und Hildegard von Thüringen geboren. Er übernahm das Amt des Burggrafen von Würzburg von seinem vermutlich söhnelos gebliebenen Onkel Godebold I. Godebold II. gründete 1131 nach der persönlichen Begegnung mit Norbert von Xanten, dem Stifter des Predigerordens der Prämonstratenser, das Kloster Veßra, das von ihm und seinen Nachkommen begütert wurde.

## Nachkommen
Godebold II. hatte mindestens vier Söhne:
- Gebhard von Henneberg (1122–1159), ab 1150 Bischof von Würzburg
- Poppo IV., Burggraf von Würzburg († 1156)
- Günther von Henneberg, Bischof von Speyer († 1161)
- Berthold[5]